# Szeplőtlen Szűz oszlopa
A Szeplőtlen Szűz oszlopa a Gesù Nuovo nápolyi tér közepén helyezkedik el. A legnagyobb a három hasonló jellegű pestis-emlékoszlop közül. Allegorikus jelentése: „az Úr védelmének segítségül hívása a pestis ellen”. Építése 1750-re fejeződött be. A 18. század leghíresebb mesterei dolgoztak rajta, többek között Francesco Pagani, Matteo Bottiglieri. Az oszlopon található ábrázolások: Jézus bemutatása a templomban, Szűz Mária születése, valamint az Angyali üdvözlet. Díszítése miatt a nápolyi barokk összegző alkotásának tartják.